# Росс-Гейвен
Росс-Гейвен (англ. Ross Haven) — літнє село в Канаді, у провінції Альберта, у складі муніципального району Лак-Сент-Анн.

## Населення
За даними перепису 2016 року, літнє село нараховувало 160 осіб постійного населення, показавши зростання на 16,8%, порівняно з 2011-м роком. Середня густина населення становила 225,9 осіб/км².
З офіційних мов обидвома одночасно володіли 10 жителів, тільки англійською — 145. Усього 15 осіб вважали рідною мовою не одну з офіційних.
Працездатне населення становило 40 осіб (40% усього населення), рівень безробіття — 25%.

## Клімат
Середня річна температура становить 2,5°C, середня максимальна – 20,8°C, а середня мінімальна – -19,1°C. Середня річна кількість опадів – 504 мм.
| Клімат поселення                              | Клімат поселення | Клімат поселення | Клімат поселення | Клімат поселення | Клімат поселення | Клімат поселення | Клімат поселення | Клімат поселення | Клімат поселення | Клімат поселення | Клімат поселення | Клімат поселення | Клімат поселення |
| Показник                                      | Січ.             | Лют.             | Бер.             | Квіт.            | Трав.            | Черв.            | Лип.             | Серп.            | Вер.             | Жовт.            | Лист.            | Груд.            |                  |
| Середній максимум, °C                         | −7,33            | −4,11            | 0,90             | 9,20             | 15,17            | 19,38            | 20,79            | 20,41            | 15,35            | 10,02            | 0,73             | −4,89            |                  |
| Середня температура, °C                       | −13,24           | −10,01           | −5,02            | 3,29             | 9,28             | 13,49            | 15,84            | 15,43            | 10,41            | 5,08             | −4,22            | −9,84            |                  |
| Середній мінімум, °C                          | −19,13           | −15,92           | −10,92           | −2,61            | 3,37             | 7,58             | 10,87            | 10,48            | 5,44             | 0,11             | −9,18            | −14,82           |                  |
| Норма опадів, мм                              | 25               | 17               | 18               | 28               | 51               | 87               | 96               | 69               | 45               | 25               | 22               | 21               |                  |
| Середньомісячна швидкість вітру, м/с          | 3.22             | 3.42             | 3.40             | 3.60             | 3.50             | 3.20             | 2.91             | 2.80             | 3.00             | 3.34             | 3.20             | 3.20             |                  |
| Середньомісячна сонячна радіація, кДж/м²·день | 3372             | 6876             | 12155            | 17083            | 20462            | 22070            | 22098            | 18477            | 12487            | 7361             | 3644             | 2413             |                  |
| --------------------------------------------- | ---------------- | ---------------- | ---------------- | ---------------- | ---------------- | ---------------- | ---------------- | ---------------- | ---------------- | ---------------- | ---------------- | ---------------- | ---------------- |
| Джерело:                                      |                  |                  |                  |                  |                  |                  |                  |                  |                  |                  |                  |                  |                  |